# Saykogel
Le Saykogel est une montagne qui s’élève à 3 355 m d’altitude dans les Alpes de l'Ötztal, en Autriche.